# Synagoga Ose Tow we Lwowie
Synagoga Ose Tow we Lwowie – nieistniejąca synagoga znajdująca się we Lwowie przy obecnej ulicy Bankiwskiej 6, d. Szajnochy (do 1871 Sykstuska Boczna).
Zbudowana ok. 1845 r. jako pierwsza synagoga poza obszarem żydowskich dzielnic we Lwowie. W 1857 wraz z sąsiadującym bet midraszem, została przebudowana według projektu Wilhelma Schmidta. W 1909 ponownie gruntownie przebudowana według projektu Antoniego Fleischla. Zlikwidowano wówczas murowane sklepienia i wybudowano nową galerię dla kobiet z wejściem od strony ściany północnej. W II Rzeczypospolitej wnętrze sali modlitewnej ozdobiono polichromią braci Eryka i Maurycego Flecków: na ścianach znalazły się tradycyjne motywy: ornamentyka roślinna, symbole dwunastu plemion Izraela, a w rogach sufitu lew, orzeł, jeleń i tygrys.
Po agresji III Rzeszy na Polskę synagoga została spalona podczas nalotu bombowego Luftwaffe na Lwów.
Po zakończeniu wojny nie została odbudowana.